# Marda Vanne
Marda "Scrappy" Vanne (sinh Margaretha van Hulsteyn)  (27 tháng 9 năm 1896 - 27 tháng 4 năm 1970) là một nữ diễn viên người Nam Phi thành danh ở London. :48

## Tuổi thơ
Margaretha được sinh ra ở Pretoria, Nam Phi với cha mẹ là Sir Willem và Lady van Hulsteyn. Willem được sinh ra ở Hà Lan vào năm 1865 và di cư đến Nam Phi khi mới 15 tuổi. Ông trở thành một luật sư hàng đầu ở Johannesburg và sau đó là thành viên của Quốc hội Nam Phi trong nhiều năm. Trong Chiến tranh Nam Phi, ông trở thành cố vấn cho Lord Milner, Thống đốc của Thuộc địa Cape và được vua Edward VII phong tước hiệp sĩ vào năm 1902.
Bà đã kết hôn một thời gian ngắn với Julian Gerhardus "Hans" Strijdom, nhưng đã ly dị trong vòng một năm. Strijdom sau đó tiếp tục trở thành Thủ tướng Nam Phi từ năm 1954 đến 1958. :48
Năm 1914, Marda gặp Isaac Rosenberg, người đang có chuyến thăm tới Nam Phi, tại Cape Town. Rosenberg thấy bà rất thu hút và vẽ bà - một bức phác họa bằng than. Anh cũng đưa cho bà một bản sao bài thơ "Nếu em là lửa, và anh là lửa" và viết một số bài thơ tình yêu say đắm vào thời điểm đó, dường như được lấy cảm hứng từ Marda.

## London
Marda Vanne chuyển đến London vào năm 1918 để tạo sự nghiệp diễn xuất của mình và học đào tạo diễn thuyết và kịch nói với Elsie Fogerty tại Trường diễn thuyết và kịch nói trung ương, sau đó có trụ sở tại Royal Albert Hall, London. Sau khi tốt nghiệp, bà gặp đạo diễn Basil Dean, người đã ghi nhận tài năng của bà và Marda đã có một sự nghiệp thành công ở West End. Bà cũng từng biểu diễn trên sân khấu Broadway trong các vở Easy Virtue (1925) của Noël Coward, đạo diễn bởi Dean và Many Waters (1929) của Monckton Hoffe.
Marda trở thành bạn tốt của Alec Waugh, anh trai của Evelyn Waugh. Alec ghi lại trong một trong những cuốn sách của mình rằng Marda có xu hướng được chọn vào vai phụ. Anh cho rằng đó là vì cô "thiếu hấp dẫn giới tính trên sân khấu... Cô thiếu sự nhẹ nhàng. Cô ấy trông không thể chấp nhận được. Tôi hình dung cô ấy trong những vai diễn tình cảm hơn, như một người phụ nữ trưởng thành." Ông viết rằng mặc dù cô có một vài cuộc tình với đàn ông, mối quan tâm chính của cô là phụ nữ.
John Gielgud cũng trở thành một người bạn tốt của Marda và đề cập đến bà trong các tác phẩm của mình.

## Đời tư
Vanne là bạn tình của Gwen Ffrangcon-Davies.